# Rachelle Ardon
Rachelle Ardon (Hellevoetsluis, 13 juli 2001) is een voetbalspeelster uit Nederland.
Ze speelt voor Excelsior in de Vrouwen Eredivisie.
Op 18 mei 2021 maakte ze haar debuut.

## Statistieken
| Seizoen | Club      | Land      | Competitie         | Wedstrijden | Doelpunten |
| ------- | --------- | --------- | ------------------ | ----------- | ---------- |
| 2020/21 | Excelsior | Nederland | Vrouwen Eredivisie | 1           | 0          |
| 2021/22 | Excelsior | Nederland | Vrouwen Eredivisie | 0           | 0          |
| 2022/23 | Excelsior | Nederland | Vrouwen Eredivisie | 2           | 0          |
| Totaal  | Totaal    | Totaal    | Totaal             | 3           | 0-         |

Laatste update: 20 november 2022